# 버스 터미널

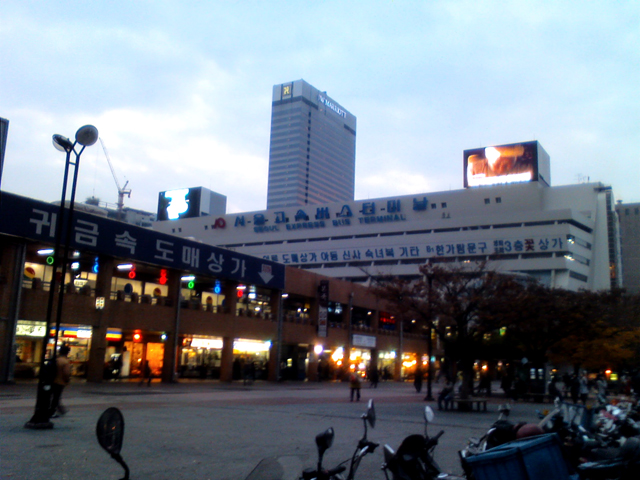
대한민국의 대표적인 터미널인 서울고속버스터미널

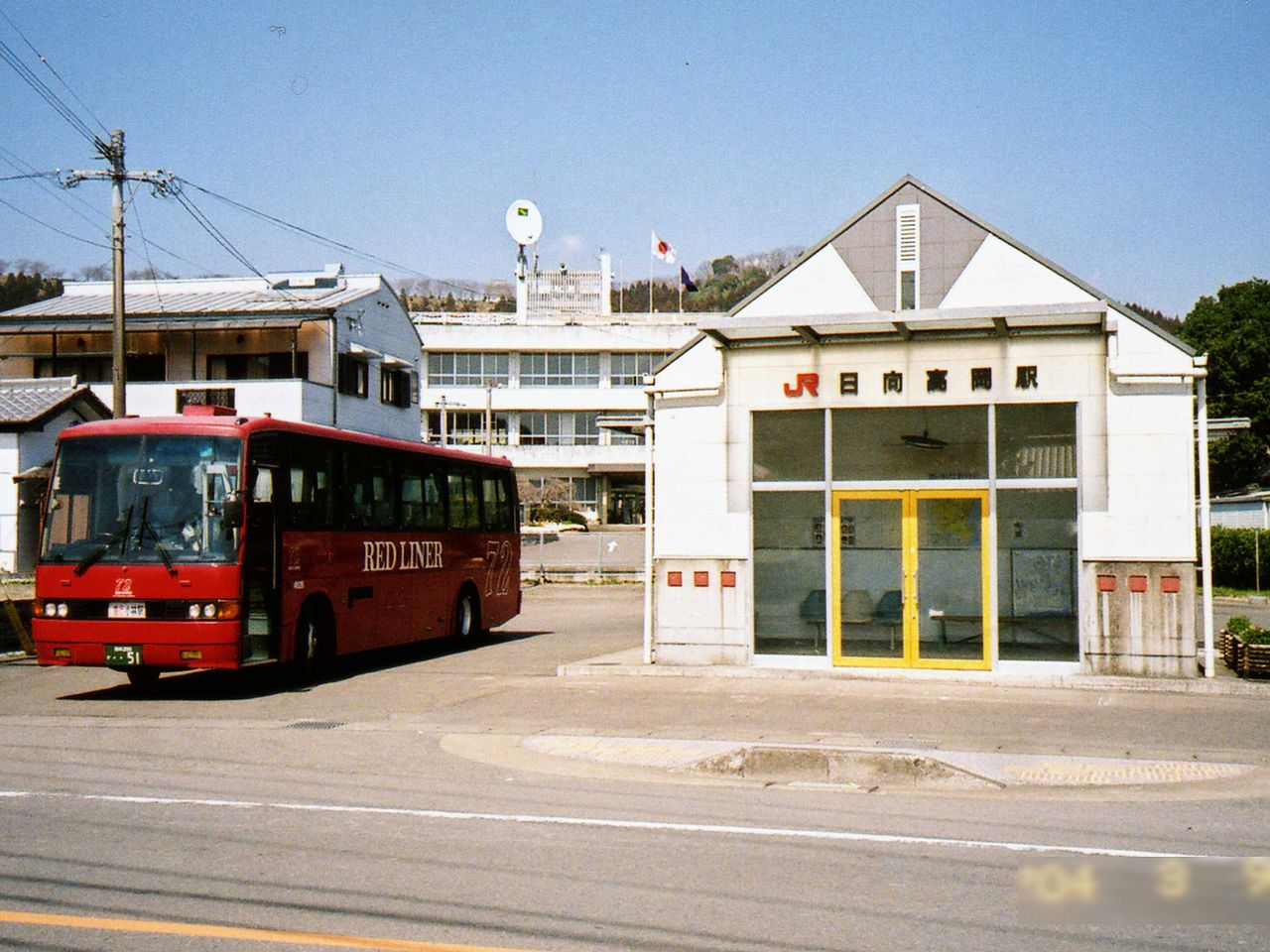
일본의 버스 정류장

버스 터미널(bus terminal)은 도시와 도시 사이를 오가는 버스가 승객들을 태우거나 내리게 하는 장소다.

## 입지 조건
일반적으로 버스 터미널은 도심부를 관통하여 노선망을 형성하는 것이 바람직하며, 일반적으로 시외에 설치되어 있는 경우가 많다. 특히 자동차들이 많이 다니는 고속도로 근처에 설치되어 있는 경우가 많다. 물론 이러한 노선은 한 점에 집중되지 않는다. 그러나 시내 지역의 버스 터미널은 철도역에 집중하기도 하고 도심부의 철도역으로부터 시내로 분산하는 버스 노선망은 철도역 근처에 넓은 발착장을 필요로 한다. 버스 터미널은 이처럼 버스가 집중되는 장소에 설치된다.
버스 터미널의 위치는 도시교통망과 편리하게 접속될 수 있는 곳이어야 한다. 이러한 지점에 거대한 시설을 만들어 장거리 버스와 교외 버스의 터미널을 만들고 그 곳에서 다시 도심부로 버스, 택시, 열차 등을 이용하여 접속하게 된다.

## 대표적인 터미널
일반적으로 버스 터미널은 도심부를 관통하여 노선망을 형성하는 것이 바람직하며, 일반적이다.
대한민국에는 서울특별시 광진구 구의동에 동서울종합터미널, 서울특별시 서초구 서초동에 서울남부버스터미널, 서울특별시 서초구 반포동에 서울고속버스터미널과 센트럴시티 등이 있다.
인천공항의 경우 터미널 명칭이 인천공항T1, 인천공항T2로 불리며, 기존명칭은 인천공항1터미널 또는 인천공항(제1터미널), 인천공항(제2터미널) 등이 있다. 가장 많은 운영 노선이 있으며 심야버스 운행도 존재한다.

## 시설

대기실
(공주종합버스터미널)

승강장
(공주종합버스터미널)

대부분의 버스 터미널은 다음과 같은 시설을 정해진 규모 이상으로 갖추어야 한다. 각 시설, 특히 차량이 이용하는 부분은 자동차의 하중, 진동, 지진 등에 의해 쉽게 손상되지 않아야 한다.
- 주차장
- 매표소
- 승강장
- 대기실
- 화장실

최근에는 이와 같은 터미널 시설에 영화관, 백화점, 호텔 등과 같은 다른 상업 시설을 결합하여 짓는 경우가 많다. 이러한 예는 서울특별시의 센트럴시티와 광주광역시의 유스퀘어에서 찾아볼 수 있다.

## 터미널 종류와 지역별 차이

대기실
(공주종합버스터미널)

승강장
(공주종합버스터미널)

한국의 터미널 종류는 크게 종합터미널, 환승터미널, 고속터미널, 정거장, 정류장, 복합터미널 등이 있다. 명칭을 제각기 쓰거나, 오래된 곳은 혼재해서 쓰는경우도 있다. 규모로 구분할 수 있었으나, 이용객수 감소로 인해 노선이 완전히 폐기된 터미널들도 존재한다. (경기 북부에 많다.)
- 복합 : 버스, 지하철, 지하철 등 다른 교통수단과 결합되는 경우 복합의 경우가 많다.
- 종합 : 고속과 시외버스를 동시에 노선 운영이 되는 대단위 터미널을 의미하는데 인천이 대표적이다.
- 환승 : 각 지역별로 버스 대 버스, 버스 - 지하철, 광역버스간 등의 터미널 또는 정류장, 정거장이 있다.
- 정거장 : 시내버스와 노선상 같은 정거장을 쓰기도하고, 지방의 경우 주민들이 자주 지나가는, 인지도 높은 지명의 건물 등의 부지에 정차하기도 한다. 예컨데 주유소도 정류장으로 쓰이기도 한다. 보통 상행 하행이 완전히 나누어지는 경우 BIS 정거장 번호가 다르다. 노선상 경유지로 태워가는 역할이 많다.
- 정류장 : 상행 하행 모두 같이 운영하는 차부역할을 하는 경우도 있다. 유성 터미널이 대표적이기도 했다.

지역별 및 권역별 차이를 보이는데, 서울의 경우 지하철 보급률과 이용률이 높기도 하여 대표적으로 경부, 남부, 센트럴시티, 김포공항, 동서울 등이 있다. 이외는 대부분 정류장/정거장에서 태워서 시외를 빠져 나간다.
반면의 경기도 이외로 빠져나가는 경우 서울로 들어가기 위한 버스와 인천공항으로 빠지려는 버스 2가지로 확연하게 나뉜다. 노선의 모양이 서울로 진입인 것과 인천공항으로 직행하는 버스형태, 각 공항으로 가는 노선으로 짜여져 있다.

## 대한민국 버스 터미널
국내의 터미널은 크게 3가지로 분류된다. 터미널사가 경영권을 보유한 상태의 버스터미널의 경우 과거나 현재나 인기노선을 확실히 보유한 상태인경우 연속성을 운영하고 있다.
- 터미널사 관할 터미널, 매표소/정류장 : 터미널사측에서 단독으로 운영하거나, 경유지 정류장 및 매표소, 운영노선을 직접 관리하는 경우에 해당 한다. 보통 수도권에 많다. 하지만 경기 북부의 경우에는 대부분 폐선(노선 운영중지, 지하철역 확장에 따른 영업축소 등)에 따라서 공영터미널로 전환되는 경우가 많다. 서울의 경우 상봉(신아주)터미널이 대표적인 예로 볼 수 있다.
- 운송사 관할 터미널, 매표소/정류장 : 운송사가 직접 운영하는 터미널 또는 정류소를 의미한다. 이는 운송사 자체가 제법 영업력이 있고 운영력을 갖춘 지방권 터미널들이 이에 해당한다. 시군구와 밀접하게 연관되어 운영하고, 적자노선을 감수하는 대신 시정에서의 지원을 받는 과정이 있다.
- 정부 및 시도 공영 터미널, 지자체 교통국(교통과) 관리 정류장 : 터미널사 또는 운송사가 수입성이 떨어지는 구간에 대해서는 자체 공공노선이 배치된다, 농어천 노선들도 이에 해당하는데 인구소멸지역 시군구에 대부분 공영 이라는 문구가 붙어있다. 이는 공영터미널의 특징중 하나며, 반드시 대표전화가 있는 편이다.  해당 시군구의 시설관리공단 또는 시군구청에서 관리하는 편이고, 낙후된 시설을 새롭게 신설하거나 복합터미널 위치지정으로 인한 터미널 위치 조정이 있는편이다. 전북특별자치도, 경기북부, 전라북도, 경상북도에 공영터미널로 전환되는 과정이 많다.

## 조선민주주의인민공화국의 버스 터미널
2014년 2월 14일 KBS의 KBS 파노라마에서 조선민주주의인민공화국의 버스 터미널의 모습이 공개되었다. 이 때 평안남도 평성시의 평성버스터미널의 모습이 공개되었으며, 이 때 방송에 따르면 평성을 중심으로 약 49개의 노선이 운행하고 있는 것으로 알려졌다.

## 같이 보기
- 버스 정류장